# تومی پیتکن
تومی پیتکن (انگلیسی: Toimi Pitkänen؛ ۲۳ مه ۱۹۲۸ – ۱۷ سپتامبر ۲۰۱۶) ورزشکار روئینگ اهل فنلاند بود.
وی در مسابقات کشوری و بین‌المللی در مجموع برندهٔ ۲ مدال طلا، ۲ مدال نقره، ۲ مدال برنز شده‌است.